# Liste de sportifs malgaches par discipline
 (mai 2024).
La mise en forme du texte ne suit pas les recommandations de Wikipédia : il faut le « wikifier ».
Les points d'amélioration suivants sont les cas les plus fréquents :
- Les titres sont pré-formatés par le logiciel. Ils ne sont ni en capitales, ni en gras.
- Le texte ne doit pas être écrit en capitales (les noms de famille non plus), ni en gras, ni en italique, ni en « petit »…
- Le gras n'est utilisé que pour surligner le titre de l'article dans l'introduction, une seule fois.
- L'italique est rarement utilisé : mots en langue étrangère, titres d'œuvres, noms de bateaux, etc.
- Les citations ne sont pas en italique mais en corps de texte normal. Elles sont entourées par des guillemets français : « et ».
- Les listes à puces sont à éviter, des paragraphes rédigés étant largement préférés. Les tableaux sont à réserver à la présentation de données structurées (résultats, etc.).
- Les appels de note de bas de page (petits chiffres en exposant, introduits par l'outil «  Source ») sont à placer entre la fin de phrase et le point final[comme ça].
- Les liens internes (vers d'autres articles de Wikipédia) sont à choisir avec parcimonie. Créez des liens vers des articles approfondissant le sujet. Les termes génériques sans rapport avec le sujet sont à éviter, ainsi que les répétitions de liens vers un même terme.
- Les liens externes sont à placer uniquement dans une section « Liens externes », à la fin de l'article. Ces liens sont à choisir avec parcimonie suivant les règles définies. Si un lien sert de source à l'article, son insertion dans le texte est à faire par les notes de bas de page.
- La présentation des références doit suivre les conventions bibliographiques. Il est recommandé d'utiliser les modèles {{Ouvrage}}, {{Chapitre}}, {{Article}}, {{Lien web}} et/ou {{Bibliographie}}. Le mode d'édition visuel peut mettre en forme automatiquement les références.
- Insérer une infobox (cadre d'informations à droite) n'est pas obligatoire pour parachever la mise en page.

Pour une aide détaillée, merci de consulter Aide:Wikification.
Si vous pensez que ces points ont été résolus, vous pouvez retirer ce bandeau et améliorer la mise en forme d'un autre article.
La liste de sportifs malgaches par discipline vise à rassembler les champions représentatifs de leur pays dans leur discipline.
Doivent donc y figurer :
- les champions et médaillés olympiques
- les champions du monde
- les champions continentaux
- les champions nationaux

Mais on peut y introduire des sportifs qui, sans avoir obtenu un palmarès exceptionnel, ont représenté leur pays au niveau international.

## Athlètes[1],[2]
- Femme
  - Éliane Saholinirina
  - Clarisse Rasoarizay
  - Sidonie Fiadanantsoa
  - Aurélie Jonary
  - Rosa Rakotozafy
  - Nicole Ramalalanirina
  - Mamy Razafimanantsoa
  - Doris Ratsimbazafy
  - Aurélie Jonary
  - Hanitriniaina Rakotondrabé
  - Monica Rahanitraniriana
  - Lantoniaina Ramalalanirina
  - Ony Paule Ratsimbazafy
  - Lalao Ravaonirina
- Homme
  - Toussaint Rabenala
  - Hubert Rakotombélontsoa
  - Fidèle Rakotonirina
  - Joseph-Berlioz Randriamihaja
  - Jean-Louis Ravelomanantsoa

## Haltérophiles[3],[4]
- Femme
  - Santatra Anita Abdallah Alinorosoa
  - Fabia Tiavina Andriamitantsoa
  - Zo Lalainarinirina Ny Hasina Andrimitantsoa
  - Nathalia Rakotondramanana
  - Rosina Randafiarison
  - Sitrakiniaina Randrianandrasana
  - Elisa Vania Ravololoniaina
- Homme
  - Eric Andriantsitohaina
  - Tojonirina Andriantsitohaina

## Cyclisme sur route[5]
- Homme
  - Dino Mohamed Houlder
  - Mazoni Rakotoarivony
  - Jean de Dieu Rakotondrasoa
  - Hasina Rakotonirina
  - Jean Marc Rakotonirina
  - Émile Randrianantenaina
  - Nambinintsoa Randrianantenaina
  - Jean-Claude Relaha

## Skateboard[6],[7]
- Lofo Nirina

## Vélo trial[8]
- Sami Randria

## Ski[9]
- Femme
  - Mialitiana Clerc[10]
- Homme
  - Mathieu Razanakolona

## Lutte[11]
- Maminirina Judicael Rafaliharisolo

- Josiane Soloniaina

## Boxe[12]
- Homme
  - Lalaina Rabenarivo
  - Anicet Rasoanaivo

## Taekwondo[13]
- Hanitriniaina Rakotondrasoa

## Judo[14]
- Femme
  - Aina Laura Rasoanaivo Razafy
  - Domoina Rabeantoandro
  - Narindra Rakotovao
  - Haingoniaina Durianah Ramiandrisoa
  - Soleil Rasoafaniry
  - Asaramanitra Ratiarison
  - Doris Ratsimbazafy
  - Naina Ravaoarisoa
- Homme
  - Fetra Ratsimiziva
  - Siteny Randrianasoloniaiko

## Karaté[15]
- Femme
  - Miora Razafindrakoto

## Natation[16]
- Mbolatiana Ramanisa
- Bako Ratsifandrihamanana
- Vola Hanta Ratsifandrihamanana

## Rallye
- Mathieu Andrianjafy

- Jean-Yves Ranarivelo

## Rugby[17]
- Jacquot Harinirina
- Jean De Dieu Rakotonirina
- Rakotomalala Mario
- José Rakoto
- Sidonie Rakotoarisoa
- Mboazafy Noé Rakotoarivelo
- Alain Rakotonirina
- Tolotra Ramaromiantso

## Basket-ball[18]
- Femme
  - Harisoa Muriel Hajanirina
  - Kristina Rakotobe
  - Arlette Law-Kwan
  - Bélinda M’Boma
- Homme
  - Kiady Razanamahenina

## Football[19]
- Hakim Abdallah
- Melvin Adrien
- Ibrahim Amada
- Charles Andriamanitsinoro
- Sedera Andriamparany
- Anicet Abel
- Arohasina Andrianarimanana
- Faneva Andriatsima
- Hervé Arsène

- Dorian Bertrand
- Fabien Boyer
- Britton Mandilimana

- Stéphane Collet

- Ibrahima Dabo
- Julio Donisa
- Thomas Fontaine
- William Gros
- Marco Ilaimaharitra
- Hamada Jambay

- Lanto
- Loïc Lapoussin

- Tony Mamodaly
- Romain Métanire
- Jérôme Mombris
- Jérémy Morel
- Maurice Mosa

- Lalaina Nomenjanahary

- Johann Paul

- Franck Rabarivony

- Pamphil Rabefitia
- Praxis Rabemananjara
- Jimmy Radafison
- Albert Rafetraniaina
- Jean-Chrysostome Raharison
- Yvan Rajoarimanana
- Baggio Rakotoarisoa
- Baggio Rakotomenjanahary
- Haja Ralaikera
- Falimery Ramanamahefa
- Claudio Ramiadamanana
- Mathyas Randriamamy
- Zotsara Randriambololona
- Claudio Randrianantoanina
- Marco Randrianantoanina
- Gervais Randrianarisoa
- Jean Dieu-Donné Randrianasolo
- Rayan Raveloson
- Mamisoa Razafindrakoto
- Pascal Razakanantenaina

- Paulin Voavy

- Carlos Dimitri Zozimar

## Pétanque[20]
- Femme
  - Hanta Francine Randriambahiny
- Homme
  - Christian Andriantseheno
  - Carlos Rakotoarivelo
  - Haja Ralaikera

## Tennis[21]
- Dally Randriantefy